# Мартышка Прейса
Мартышка Прейса (лат. Cercopithecus preussi) — вид приматов из семейства мартышковых. Видовое название дано в честь немецкого натуралиста Пауля Прейса (1861—1926).

## Классификация
Традиционно мартышка Прейса помещается в род Cercopithecus, однако некоторые приматологи помещают её в род Allochrocebus. Выделяют два подвида:
- Cercopithecus preussi preussi — материковый подвид
- Cercopithecus preussi insularis — подвид с острова Биоко

## Описание
Отличительной чертой во внешности мартышек Прейса является белое пятно на горле. Хвост длинный, закрученный. Шерсть серая или чёрная, на спине бурое седловидное пятно. Выражен половой диморфизм, самцы немного крупнее самок. Длина тела в среднем 47,7 см.

## Распространение
Встречаются в западном Камеруне, восточной Нигерии и на острове Биоко. Предпочитают горные и предгорные леса, доходя до высоты в 2500 метров над уровнем моря.

## Поведение
Древесные животные, однако часто спускаются на землю. В рационе фрукты, семена, листья и цветы. Образуют группы от 2 до 12 особей. В группе доминантный самец и несколько самок с потомством.

## Статус популяции
Международный союз охраны природы присвоил этому виду охранный статус «Вымирающий». По оценкам 2008 года численность популяции сократилась более, чем на 50 % за 27 лет (3 поколения). Основные угрозы виду — охота и разрушение среды обитания.